# 天水市
天水市，古称上邽、成纪、秦州，是中华人民共和国甘肃省下辖的地级市，位于甘肃省东南部，丝绸之路上的节点，是甘肃省人民政府批复的甘肃省省域副中心城市，甘肃省第二大城市，陇东南中心城市，关中—天水经济区次核心城市，关中平原城市群重要节点城市，位于渭河上游。市境北界平凉市，西邻定西市，南接陇南市，东毗陕西省宝鸡市。
地处黄土高原与秦岭交界，西北部为黄土梁峁和沟壑区，东南部秦岭、关山为土石山区和森林。全市横跨长江、黄河两大流域，渭河自西向东横贯市境。全市总面积14,277平方公里，人口331.17万，市人民政府驻秦州区。
天水是国家历史文化名城，古“丝绸之路”必经之地，有“西北小江南”之称。境内文化古迹甚多，其中麦积山石窟入选世界文化遗产名录。

## 历史
先秦时期，秦国的早期都邑——秦邑在天水市境内。春秋秦武公十年（前688年）时，秦国在此地置邽县，与冀县（今甘谷县）同为中国设县之始，后历称上邽县、成纪县、秦州。
汉武帝元鼎三年（前114年）分陇西郡设天水郡，其名源自于“天河注水”的传说，因而有“天水”之名。东汉、三国期间改称汉阳郡，西晋时改回天水郡。又因魏文帝黄初元年（220年），于境内设秦州，后废，晋武帝泰始五年（269年）复设。直至清代，秦州直隸州辖境仍相当于今日天水之范围。
民国2年（1913年），全国废州，以原秦州直隸州直辖地设天水县，历属隴南道、渭川道、甘肃省第四行政督察区。
1949年8月，中国人民解放军进驻天水县，成立天水分区行政督察区，后改称天水专区。1950年2月，析天水县设置天水市。1985年7月，撤销天水地区，天水市升为地级市，天水县并入天水市，设立秦城、北道两区，将原属天水地区的徽县、两当、西和、礼县划归新设的陇南地区，漳县划归定西地区。2004年9月30日，国务院批准秦城区更名为秦州区、北道区更名为麦积区，2005年1月1日正式更名。

## 地理
天水市以秦嶺為界線，地跨黃河流域和長江流域。渭河流經本市北部，秦嶺以北諸河流皆匯入渭河；嘉陵江西源——西漢水（亦名犀牛江）發源自本市南部，秦嶺以南各河流皆匯入嘉陵江。
天水是絲綢之路的重要一站，與敦煌、武威、張掖、酒泉乃至新疆曾所擁有的諸多千佛洞並為佛國古道上的歷史見證。麦積山石窟有西魏文帝次子武都王元戊為其母追善的佛洞數座。

### 气候
天水地处亚热带和暖温带的过渡地带,加之地形复杂,因此不同区域的气候有明显差别，北部降水明显少于天水南部，冬季气温在冰点上下，因此亦是冬季集中供暖的南界所在，降水较少。夏季稍微闷热，全年降水都在5月至9月集中。一月平均温为−2.0℃；七月平均温22.8℃。在春季期间，天水有时受到扬尘天气的影响，秋季以阴雨天气为主。全年日照时数约1910小时（43.6%）。
| 天水市气象数据（1981年至2010年）                      | 天水市气象数据（1981年至2010年） | 天水市气象数据（1981年至2010年） | 天水市气象数据（1981年至2010年） | 天水市气象数据（1981年至2010年） | 天水市气象数据（1981年至2010年） | 天水市气象数据（1981年至2010年） | 天水市气象数据（1981年至2010年） | 天水市气象数据（1981年至2010年） | 天水市气象数据（1981年至2010年） | 天水市气象数据（1981年至2010年） | 天水市气象数据（1981年至2010年） | 天水市气象数据（1981年至2010年） | 天水市气象数据（1981年至2010年） |
| 月份                                                  | 1月                              | 2月                              | 3月                              | 4月                              | 5月                              | 6月                              | 7月                              | 8月                              | 9月                              | 10月                             | 11月                             | 12月                             | 全年                             |
| ----------------------------------------------------- | -------------------------------- | -------------------------------- | -------------------------------- | -------------------------------- | -------------------------------- | -------------------------------- | -------------------------------- | -------------------------------- | -------------------------------- | -------------------------------- | -------------------------------- | -------------------------------- | -------------------------------- |
| 历史最高温 °C（°F）                                   | 12.1 (53.8)                      | 20.2 (68.4)                      | 27.0 (80.6)                      | 31.8 (89.2)                      | 33.9 (93.0)                      | 37.2 (99.0)                      | 38.2 (100.8)                     | 36.1 (97.0)                      | 36.2 (97.2)                      | 28.5 (83.3)                      | 21.6 (70.9)                      | 14.7 (58.5)                      | 38.2 (100.8)                     |
| 平均高温 °C（°F）                                     | 3.9 (39.0)                       | 7.5 (45.5)                       | 13.0 (55.4)                      | 19.7 (67.5)                      | 24.3 (75.7)                      | 27.5 (81.5)                      | 29.3 (84.7)                      | 27.9 (82.2)                      | 22.6 (72.7)                      | 16.8 (62.2)                      | 10.9 (51.6)                      | 5.2 (41.4)                       | 17.4 (63.3)                      |
| 日均气温 °C（°F）                                     | −1.5 (29.3)                      | 1.9 (35.4)                       | 6.9 (44.4)                       | 13.0 (55.4)                      | 17.5 (63.5)                      | 21.1 (70.0)                      | 23.2 (73.8)                      | 22.0 (71.6)                      | 17.2 (63.0)                      | 11.3 (52.3)                      | 5.1 (41.2)                       | −0.4 (31.3)                      | 11.4 (52.6)                      |
| 平均低温 °C（°F）                                     | −5.4 (22.3)                      | −2.2 (28.0)                      | 2.2 (36.0)                       | 7.4 (45.3)                       | 11.8 (53.2)                      | 15.6 (60.1)                      | 18.2 (64.8)                      | 17.4 (63.3)                      | 13.3 (55.9)                      | 7.5 (45.5)                       | 1.0 (33.8)                       | −4.3 (24.3)                      | 6.9 (44.4)                       |
| 历史最低温 °C（°F）                                   | −19.2 (−2.6)                     | −16.6 (2.1)                      | −10.0 (14.0)                     | −6.4 (20.5)                      | 1.8 (35.2)                       | 5.5 (41.9)                       | 10.6 (51.1)                      | 8.4 (47.1)                       | 1.2 (34.2)                       | −5.1 (22.8)                      | −11.6 (11.1)                     | −17.4 (0.7)                      | −19.2 (−2.6)                     |
| 平均降水量 mm（）                                     | 4.9 (0.19)                       | 6.8 (0.27)                       | 17.8 (0.70)                      | 34.9 (1.37)                      | 53.1 (2.09)                      | 71.4 (2.81)                      | 87.2 (3.43)                      | 86.9 (3.42)                      | 76.9 (3.03)                      | 46.5 (1.83)                      | 10.7 (0.42)                      | 3.7 (0.15)                       | 500.8 (19.71)                    |
| 平均降水天数（≥ 0.1 mm）                              | 5.0                              | 5.2                              | 7.9                              | 8.9                              | 10.5                             | 11.2                             | 11.8                             | 10.7                             | 11.2                             | 10.6                             | 5.4                              | 3.0                              | 101.4                            |
| 平均相對濕度（％）                                    | 61                               | 60                               | 59                               | 57                               | 60                               | 64                               | 68                               | 71                               | 76                               | 76                               | 70                               | 64                               | 66                               |
| 月均日照時數                                          | 144.3                            | 128.4                            | 142.2                            | 182.0                            | 201.7                            | 190.0                            | 195.7                            | 193.4                            | 125.4                            | 123.7                            | 133.4                            | 151.0                            | 1,911.2                          |
| 可照百分比                                            | 46                               | 42                               | 39                               | 47                               | 47                               | 44                               | 45                               | 47                               | 34                               | 35                               | 43                               | 50                               | 43                               |
| 来源：中国气象局（1971−2000年间的降水天数和日照数据） |                                  |                                  |                                  |                                  |                                  |                                  |                                  |                                  |                                  |                                  |                                  |                                  |                                  |

## 政治

### 现任领导
| 机构     | · 中国共产党 · 天水市委员会 | 天水市人民代表大会 常务委员会 | 天水市人民政府    | · 中国人民政治协商会议 · 天水市委员会 |
| 职务     | 书记                        | 主任                          | 市长              | 主席                                  |
| -------- | --------------------------- | ----------------------------- | ----------------- | ------------------------------------- |
| 姓名     | 冯文戈                      | 张建杰                        | 刘力江            | 王燕（女）                            |
| 民族     | 汉族                        | 汉族                          | 汉族              | 汉族                                  |
| 籍贯     | 甘肃省庆阳市                | 甘肃省秦安县                  | 甘肃省白银市      | 甘肃省清水县                          |
| 出生日期 | 1966年10月（58歲）          | 1963年10月（61歲）            | 1972年5月（53歲） | 1968年9月（56歲）                     |
| 就任日期 | 2022年6月                   | 2021年8月                     | 2024年8月         | 2021年12月                            |

### 历任领导
| 市委书记 - 夏玉滨（1985年8月－1987年1月） - 薛映承（1987年1月－1991年2月） - 牟本理（1991年2月－1994年8月） - 刘长凯（1994年8月－1998年5月） - 王洪宾（1998年5月－2001年8月） - 张津梁（2001年8月－2004年12月） - 赵春（2005年1月－2007年5月） - 张景辉（2008年2月－2011年7月） - 马世忠（2011年7月－2013年10月） - 王锐（2013年9月－2021年7月） - 张永霞（2021年7月－2022年6月） - 冯文戈（2022年6月－） | 市长 - 许明昌（1985年12月－1991年4月） - 王文华（1991年4月－1995年3月） - 王洪宾（1995年3月－1998年4月） - 张津梁（1998年4月－2001年8月） - 赵春（2001年8月－2005年1月） - 张广智（2005年1月－2008年3月） - 李文卿（2008年3月－2011年7月） - 王锐（2011年9月－2013年10月） - 杨维俊（2013年10月－2017年4月） - 王军（2017年5月－2021年1月） - 王国先（2021年1月－2024年8月） - 刘力江（2024年8月－） |

### 行政区划
天水市下辖2个市辖区、4个县、1个自治县。
- 市辖区：秦州区、麦积区
- 县：清水县、秦安县、甘谷县、武山县
- 自治县：张家川回族自治县

天水经济技术开发区是天水市设立的国家级经济技术开发区。

## 人口
根据2020年第七次全国人口普查，全市常住人口为2,984,659人。同第六次全国人口普查的3,262,549人相比，十年共减少了277,890人，下降8.52%，年平均增长率为-0.89%。其中，男性人口为1,499,444人，占总人口的50.24%；女性人口为1,485,215人，占总人口的49.76%。总人口性别比（以女性为100）为100.96。0－14岁的人口为620,206人，占总人口的20.78%；15－59岁的人口为1,857,154人，占总人口的62.22%；60岁及以上的人口为507,299人，占总人口的17%，其中65岁及以上的人口为384,911人，占总人口的12.9%。居住在城镇的人口为1,360,186人，占总人口的45.57%；居住在乡村的人口为1,624,473人，占总人口的54.43%。

### 民族
全市常住人口中，汉族人口为2,786,656人，占93.37%；各少数民族人口为198,003人，占6.63%。与2010年第六次全国人口普查相比，汉族人口减少260,090人，下降8.54%，占总人口比例下降0.02个百分点；各少数民族人口减少17,800人，下降8.25%，占总人口比例增加0.02个百分点。

## 经济

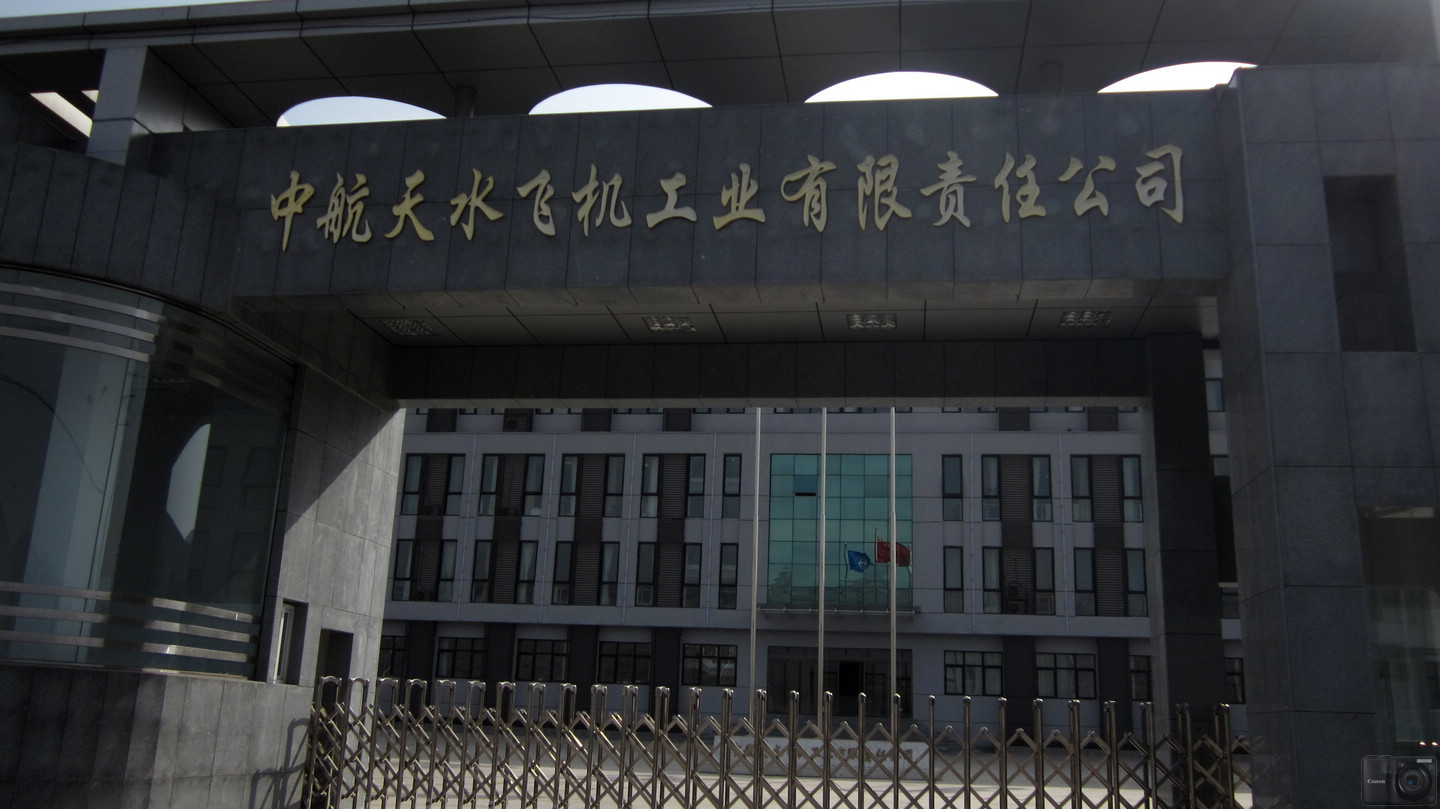
中航集團天水飞机工业

天水是甘肃经济开发较早的城市，亦是西北地区的工业重镇，关中-天水经济区唯一位于甘肃省的城市。目前工业以加工制造业为主体，电子电器、机械制造、轻工纺织三大行业为主导。
2022年，全市生产总值813.88亿元，比上年增长5.3%。其中第一产业增加值155.65亿元，增长6%；第二产业增加值220.32亿元，增长4.9%；第三产业增加值437.91亿元，增长5.2%。第一产业增加值占地区生产总值比重为19.1%，第二产业增加值比重为27.1%，第三产业增加值比重为53.8%。按常住人口计算，全年人均地区生产总值27538元，比上年增长5.7%。

## 交通

### 公路
天水地处西安、兰州两大城市之间， 连霍高速、 310国道、 316国道穿城而过。与周边县区也有高速公路连接，其中连接天水市秦州、麦积两大城区的 秦麦高速为甘肃省第一条高速公路。目前天水北绕城高速和南绕城高速正在建设中。

### 铁路

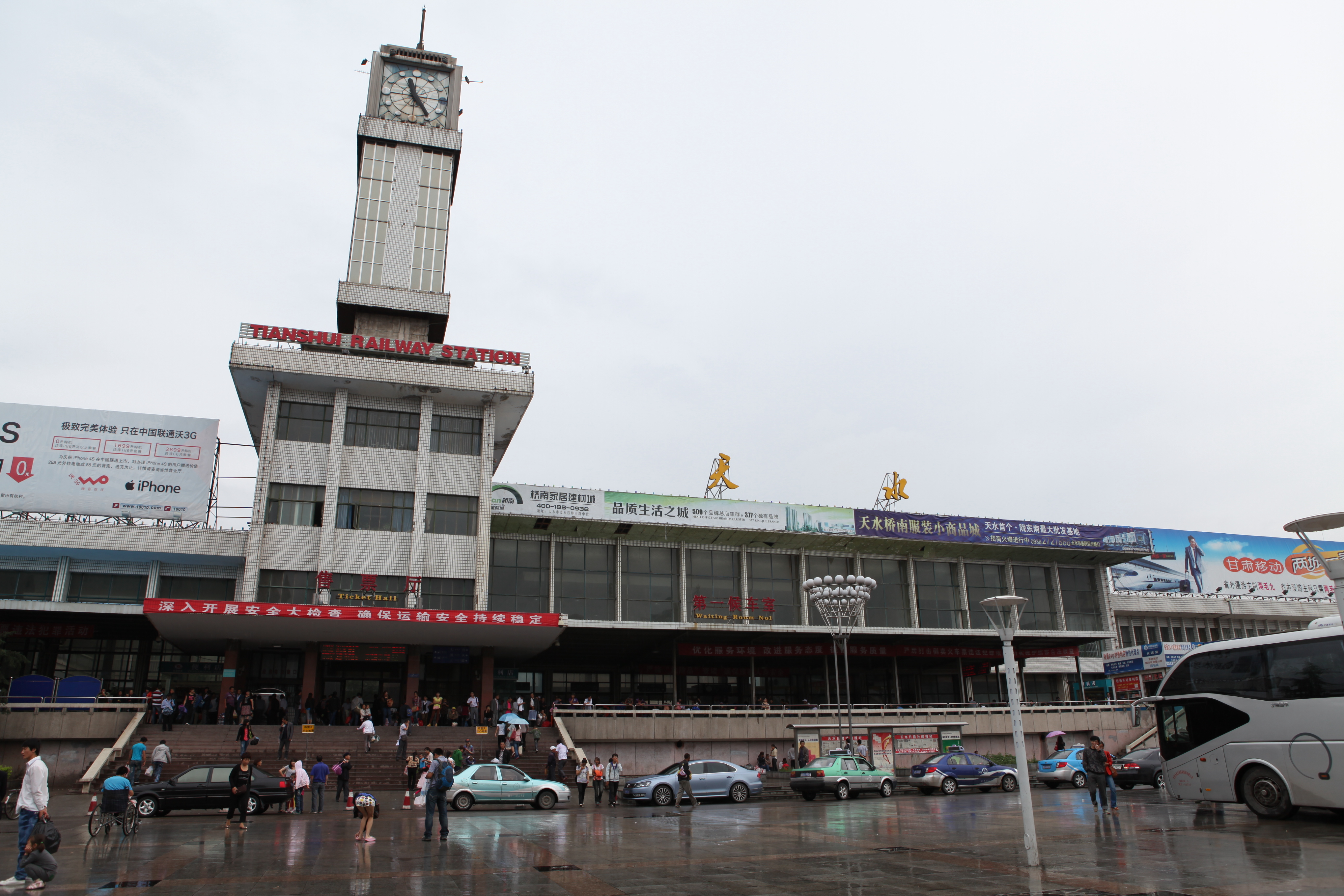
天水站（改建前）

天水站是陇海铁路的沿线车站，是中華民國政府在大陸建成的最後一座火車站，属兰州铁路局管辖，为客货运一等站。天水南站于2017年7月9日随宝兰客专一起开通运营。天水至陇南铁路正在建设中，线路从三阳川站至陇南西站。此外，兰州至汉中高速铁路天水段也在规划中。
- 陇海铁路：葡萄园站，元龙站，渭滩站，伯阳站，社棠站，天水站，杨家河站，南河川站，三阳川站，渭南镇站，新阳镇站，马家磨站

### 航空
天水机场于2008年9月28日启用，是军民合用机场，开设往来西安、天津、重庆、杭州、南京、大连以及银川的航线。天水军民合用新机场迁建工程已经开工。

### 轨道交通与公共交通
市内运营着众多的出租车，公交系统与主城区的周边乡镇都有专线，天水有轨电车一号线一期已经通车运营，1号线起点在秦州区五里铺，终点麦积区天水火车站。二期在建。

## 旅游

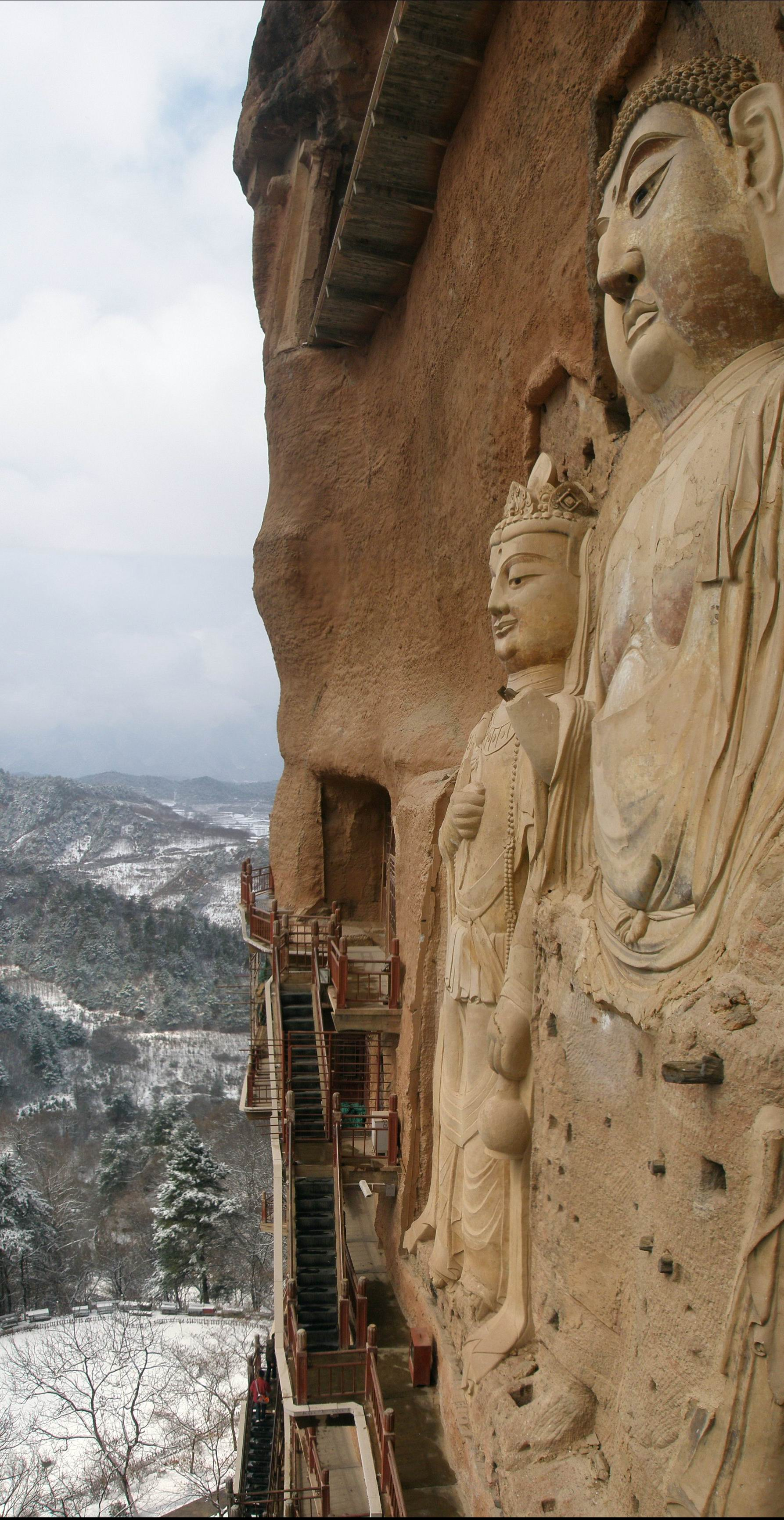
麥積山上的大型菩薩雕像

天水是华夏文明和漢民族的重要发源地，享有“羲皇故里”的荣誉。伏羲文化、轩辕文化、大地湾文化、先秦文化、三国文化、石窟文化交相辉映。境内文化古迹甚多，现有国家和省、市级重点保护文物296处，其中麦积山石窟入选世界文化遗产名录。

### 全国重点文物保护单位
- 麦积山石窟（含仙人崖石窟、鲁恭姬造像碑）
- 大地湾遗址
- 兴国寺
- 伏羲庙
- 胡氏古民居建筑
- 水帘洞-大像山石窟
- 玉泉观
- 后街清真寺
- 秦安文庙
- 木梯寺石窟
- 狼叫屲遗址
- 李崖遗址
- 马家塬遗址
- 放马滩墓群

### 景点
- 麦积山石窟（世界文化遗产）
- 仙人崖
- 石门
- 伏羲庙
- 玉泉观
- 南郭寺
- 大像山
- 水帘洞
- 天水街亭温泉
- 姜维墓
- 李广墓
- 大地湾遗址（仰韶文化遺址）

## 教育
高等学府
- 天水师范学院
- 甘肃工业职业技术学院
- 甘肃林业职业技术学院
- 甘肃机电职业技术学院

高级中学
- 甘肃省天水一中（省级示范）
- 天水市第二中学（省级示范）
- 天水市第三中学
- 天水市第四中学
- 天水市第六中学
- 天水市第八中学
- 天水市第九中学（省级示范）

初级中学
- 天水市逸夫实验中学
- 天水市第五中学
- 天水市龙园中学
- 天水市第七中学

职业教育
- 天水市第二师范
- 天水市卫生学校
- 天水市职业技术学校

## 姊妹城市

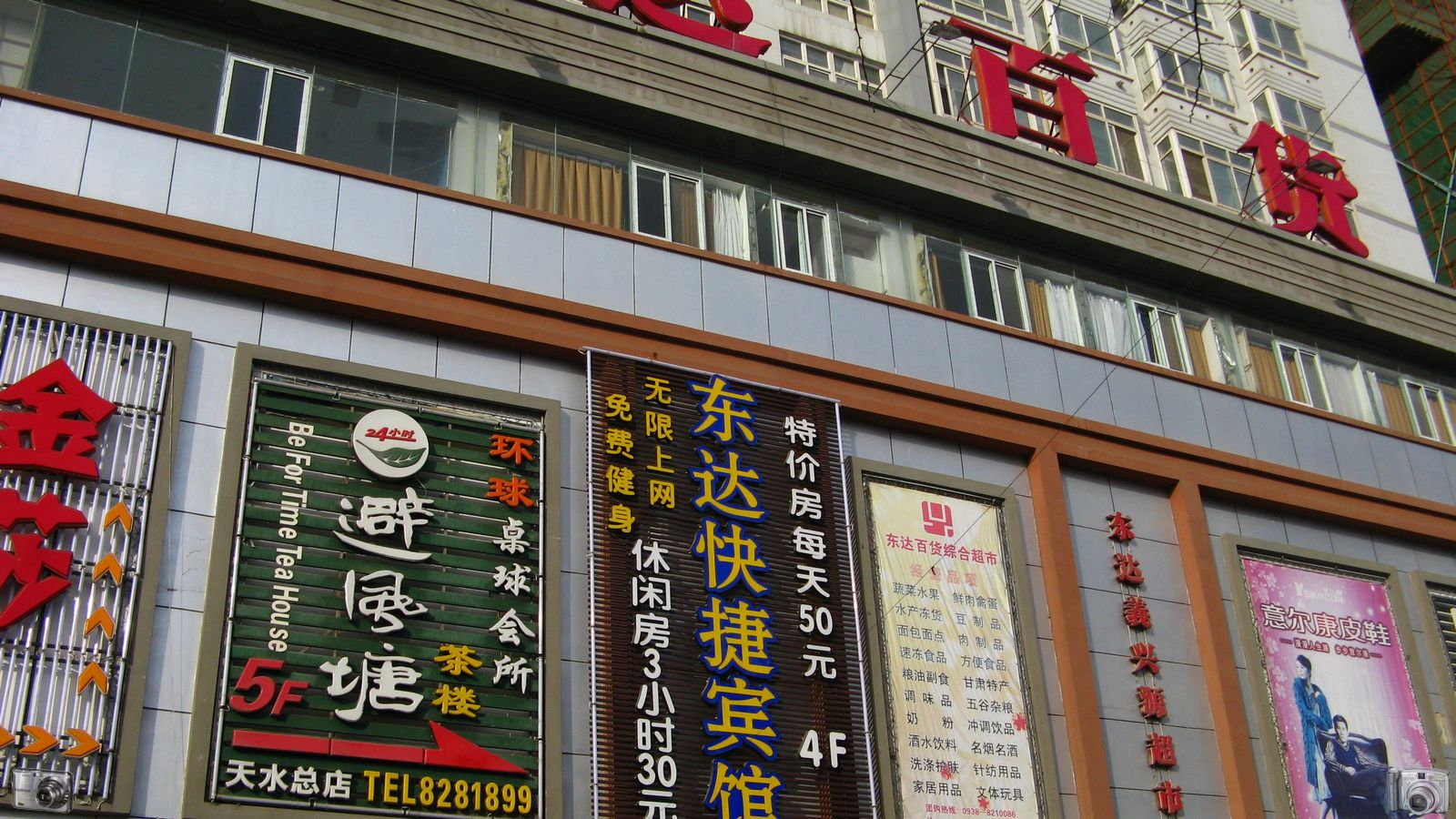
东达商業街

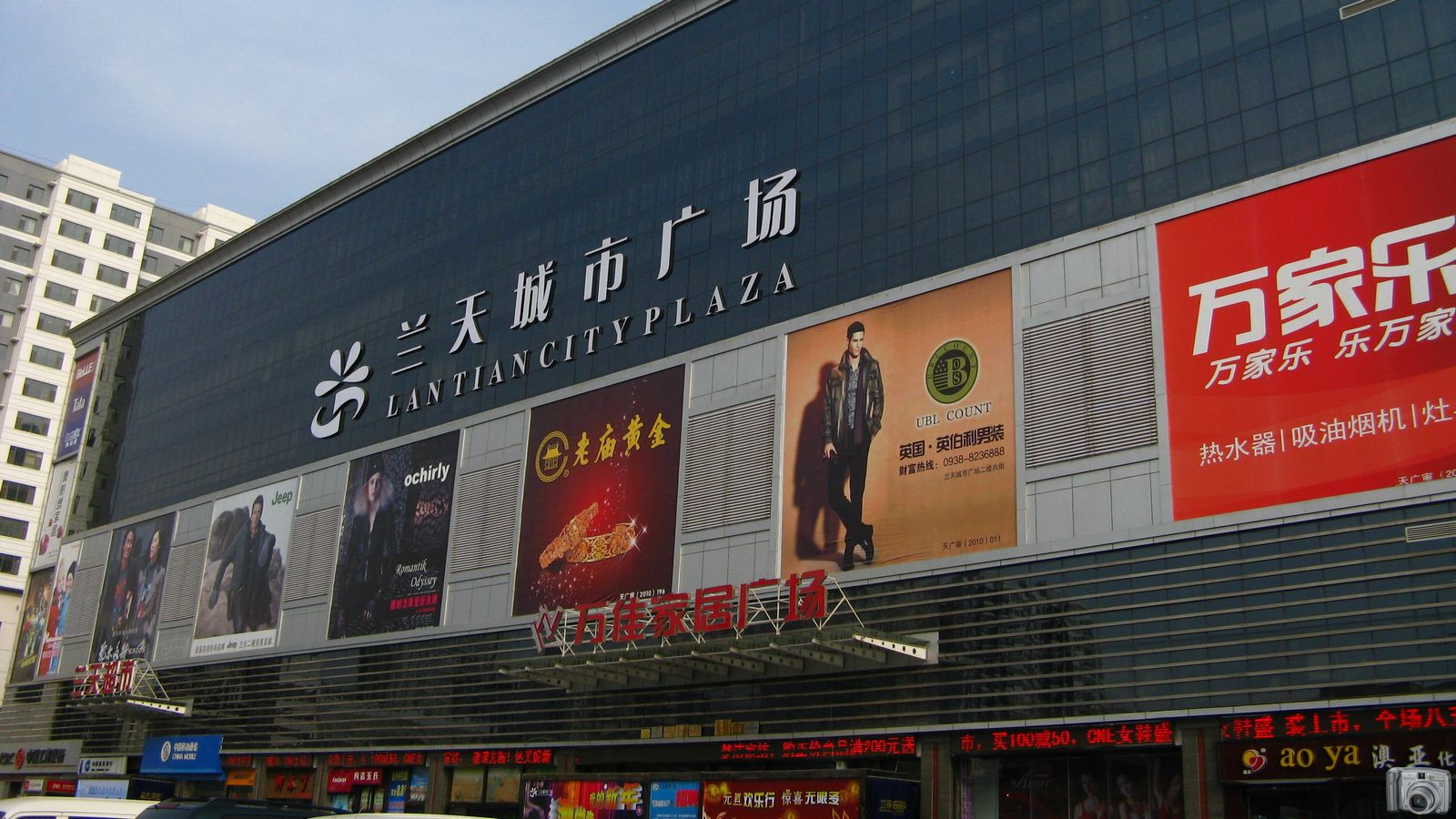
兰天广场

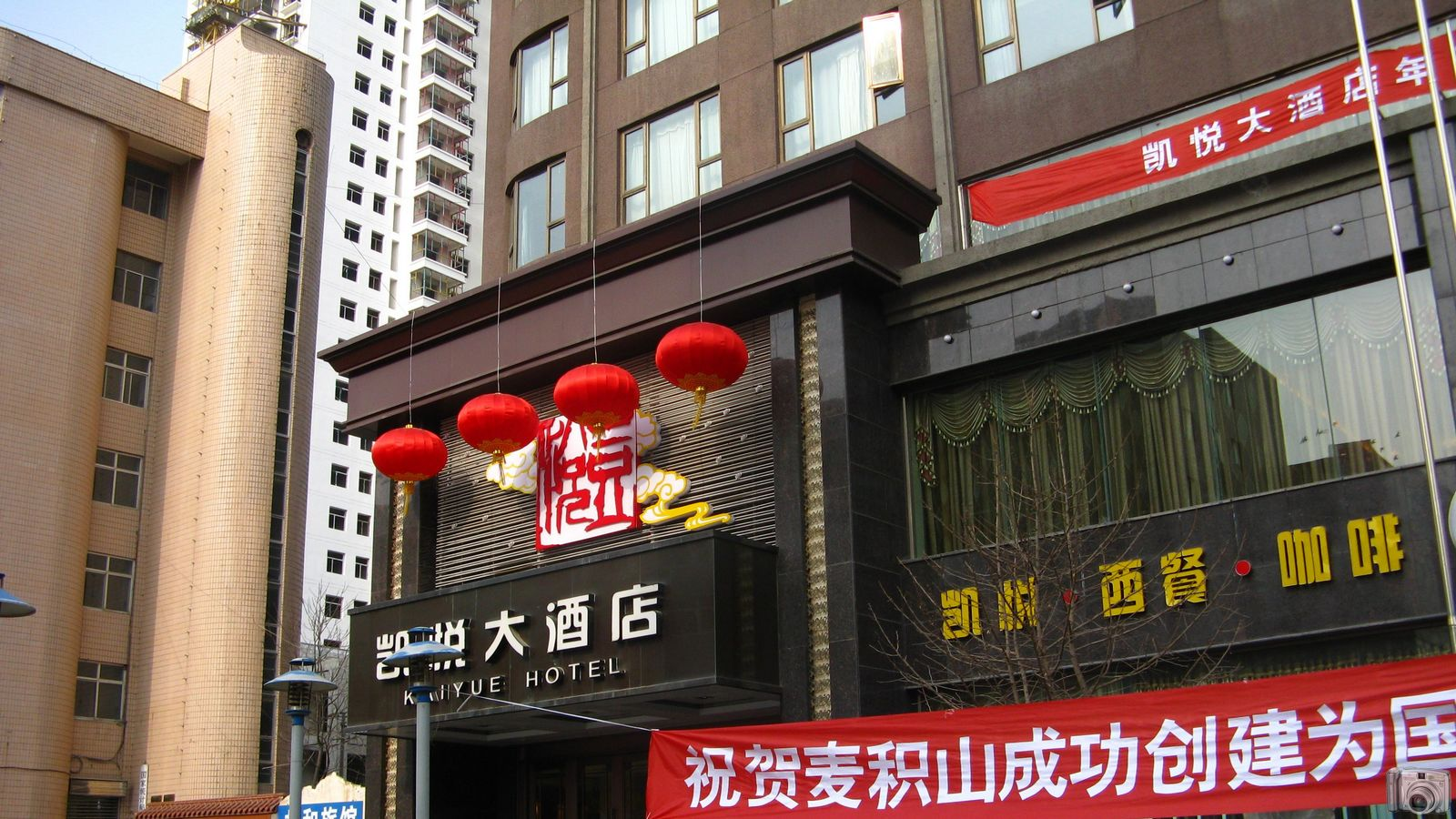
凱悅飯店

- 本迪戈
- 天津市东丽区
- 天津市河北区
- 四川省广元市
- 云南省大理白族自治州
- 新疆石河子市
- 江苏省扬州市
- 河北省邯郸市
- 山东省济宁市
- 上海市普陀区

## 参看
- 關中-天水經濟區